# Шиїнці

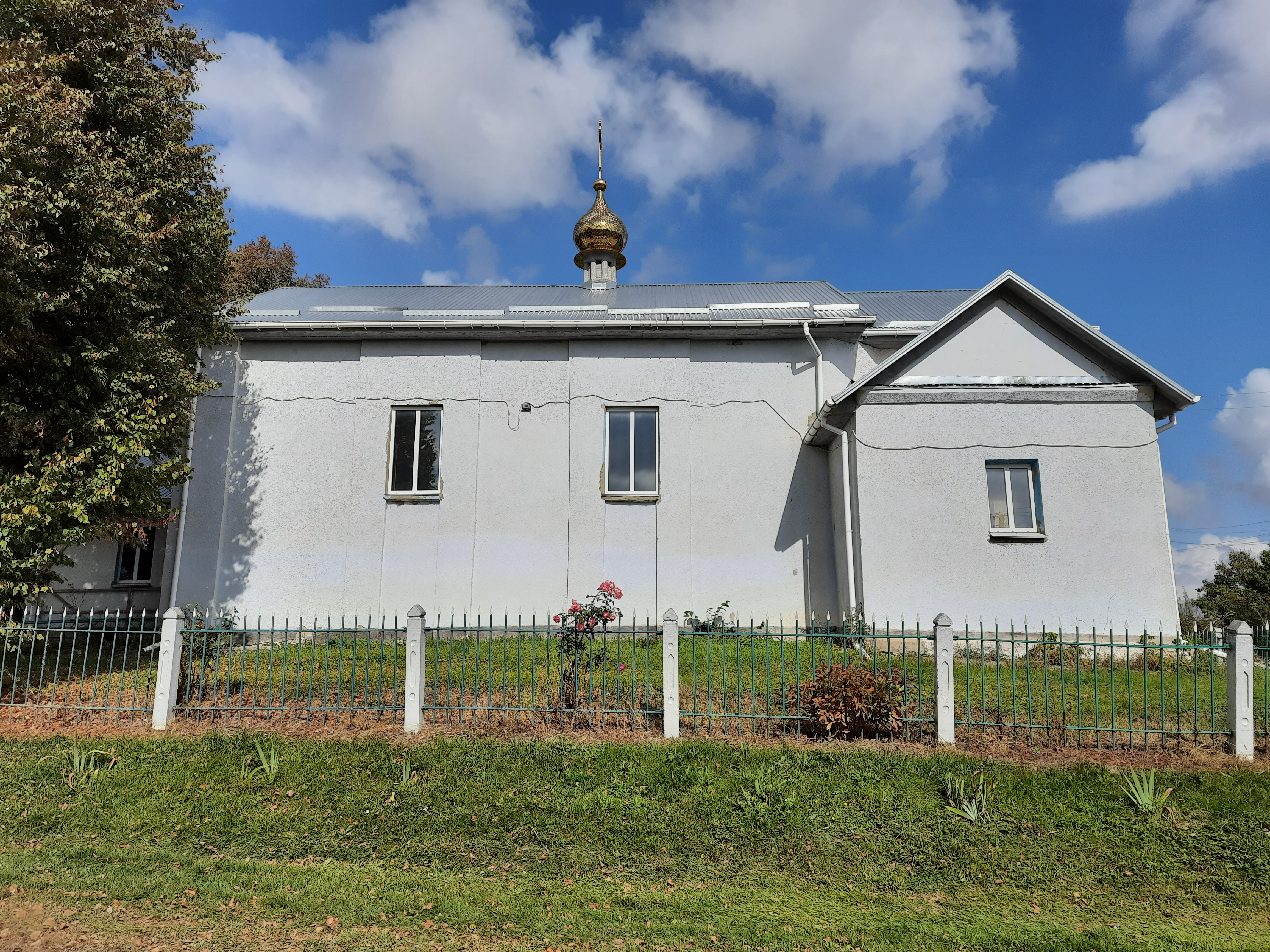
Церква Різдва Богородиці

Ши́їнці — село в Україні, у Деражнянській міській громаді Хмельницького району Хмельницької області. Населення становить 269 осіб.

## Географія
На південно-західній околиці села річка Безіменна впадає у річку Ровок.

## Історія
7 (20) листопада 1917 року, відповідно до Третього Універсалу Української Центральної Ради, увійшло до складу Української Народної Республіки.
12 червня 2020 року, відповідно до розпорядження Кабінету Міністрів України № 727-р «Про визначення адміністративних центрів та затвердження територій територіальних громад Хмельницької області», увійшло до складу Деражнянської міської громади.
19 липня 2020 року, в результаті адміністративно-територіальної реформи та ліквідації Деражнянського району, село увійшло до складу Хмельницького району.

## Символіка
Затверджена 9 лютого 2015 р. рішенням № 7 сесії сільської ради. Автор — І. Д. Янушкевич.

### Герб
Щит понижено перетятий перекинутим вістрям. У верхній лазуровій частині ікона Пресвятої Богородиці з Ісусом–дитям на руці, яка виникає над вістрям, у золотому вбранні, німбом і короною над головою й обличчям натурального кольору. Ікона супроводжується справа золотим сяючим шістнадцятипроменевим сонцем. У нижній червоній частині золотий сніп пшениці в стовп, перевитий срібною стрічкою, обабіч якого з обох сторін срібні лемехи культиватора симетрично відносно снопа й розвернуті в протилежні сторони. Щит обрамований золотим декоративним картушем i увінчаний золотою сільською короною. Картуш знизу обрамлений зеленими гілками яблуні з срібними квітками. На срібній девізній стрічці лазуровий напис «ШИЇНЦІ».

### Прапор
Квадратне полотнище розділене горизонтально на синє й червоне поля у співвідношенні 1:2. На верхньому полі жовте сяюче шістнадцятипроменеве сонце, на нижній жовтий вертикальний сніп пшениці, перевитий білою стрічкою.